# El practicante
El practicante es una película española de thriller de 2020 dirigida por Carles Torras. Está protagonizada por Mario Casas, Déborah François, Celso Bugallo, Raúl Jiménez, Pol Monen, Guillermo Pfening y María Rodríguez Soto. Su estreno está previsto el 1 de julio de 2020 en Netflix.

## Argumento
Ángel (Mario Casas) trabaja como técnico en emergencias sanitarias en una ambulancia. Tras sufrir un grave accidente, la vida junto a su pareja, Vane (Déborah François), comienza a cambiar totalmente. La obsesión con el hecho de que ella le es infiel, hará que el protagonista se sumerja en un auténtico infierno del que será difícil huir.

## Reparto
Algunos de los actores y actrices que aparecen en el filme junto a los personajes que interpretan son los siguientes:
| Actores              | Personajes      |
| -------------------- | --------------- |
| Mario Casas          | Ángel Hernández |
| Déborah François     | Vanesa François |
| Celso Bugallo        | Vicente         |
| Raúl Jiménez         | Fermín          |
| Pol Monen            | Andrés          |
| Guillermo Pfening    | Ricardo         |
| María Rodríguez Soto | Sandra          |

## Producción
El practicante es una producción de Babieka y Zabriskie Films. La distribución de la película corre a cargo de Netflix España.
De nuevo aparece en el filme la actriz Déborah François, Vane en El Practicante, que ganó el Premio César en 2009 como mejor actriz revelación por su trabajo en El primer día del resto de tu vida (2008). Además, protagonizó El Niño, filme ganador de la Palma de Oro dirigido por los hermanos Jean-Pierre y Luc Dardenne.

## Rodaje
La película comenzó a rodarse en el mes de octubre de 2019 en diferentes localizaciones de Cataluña como Barcelona, Hospitalet de Llobregat, Badalona y Lérida.
Para rodar la película, Mario Casas se sometió a un nuevo cambio físico. Ya lo hizo anteriormente para protagonizar la película El fotógrafo de Mauthausen, donde tuvo que deshacerse de 22 kilos en tan solo 4 meses.

## Lanzamiento

#### Estreno
El estreno del thriller está previsto para el 16 de septiembre de 2020 en la plataforma Netflix.